# Stug thujamos
Stug thujamos (Thuidium recognitum) is een soort uit het geslacht thujamos (Thuidium).
Het is een zeer zeldzame soort van droge kalkgraslanden. 

## Etymologie en naamgeving
- Engels: Lacy Fern Moss

De botanische naam Thuidium is Oudgrieks voor thuja, naar de gelijkenis met de levensboom (Thuja occidentalis).
De soortaanduiding recognitum komt uit het Latijn en betekent 'herkend' of 'herinnerd'.

## Kenmerken
Stug thujamos is een dubbelganger van gewoon thujamos en kan daarvan zonder microscopisch onderzoek nauwelijks van worden onderscheiden. Het is een mattenvormend slaapmos dat in etages groeit. De plant is dubbel geveerd, wat kleiner en minder regelmatig geveerd dan gewoon thujamos. 
Het mos vormt zeer zelden sporenkapsels.

## Ecologie
Stug thujamos groeit voornamelijk op kalkrijke bodems, zoals in kalkgraslanden en in kalkrijke duinen.

## Verspreiding
Stug thujamos kent een circumpolair verspreidingsgebied. Het is in België zeer zeldzaam (bekend uit de Famenne) en in Nederland waarschijnlijk verdwenen.